# Bumbaldry
Bumbaldry är en ort i Australien. Den ligger i kommunen Weddin och delstaten New South Wales, i den sydöstra delen av landet, omkring 250 kilometer väster om delstatshuvudstaden Sydney. Orten hade 100 invånare år 2016.
Närmaste större samhälle är Koorawatha, omkring 17 kilometer sydost om Bumbaldry. 